# Pouru-Saint-Remy
Pouru-Saint-Remy és un municipi francès situat al departament de les Ardenes i a la regió del Gran Est. L'any 2007 tenia 1.225 habitants.

## Demografia

### Població
El 2007 la població de fet de Pouru-Saint-Remy era de 1.225 persones. Hi havia 458 famílies de les quals 116 eren unipersonals (60 homes vivint sols i 56 dones vivint soles), 143 parelles sense fills, 175 parelles amb fills i 24 famílies monoparentals amb fills.
La població ha evolucionat segons el següent gràfic:
Habitants censats

### Habitatges
El 2007 hi havia 510 habitatges, 471 eren l'habitatge principal de la família, 11 eren segones residències i 28 estaven desocupats. 460 eren cases i 50 eren apartaments. Dels 471 habitatges principals, 383 estaven ocupats pels seus propietaris, 79 estaven llogats i ocupats pels llogaters i 10 estaven cedits a títol gratuït; 9 tenien dues cambres, 53 en tenien tres, 120 en tenien quatre i 289 en tenien cinc o més. 326 habitatges disposaven pel capbaix d'una plaça de pàrquing. A 200 habitatges hi havia un automòbil i a 209 n'hi havia dos o més.

### Piràmide de població
La piràmide de població per edats i sexe el 2009 era:
| Homes | Edats   | Dones |
| ----- | ------- | ----- |
| 0     | 95 o +  | 4     |
| 0     | 90 a 94 | 0     |
| 0     | 85 a 89 | 16    |
| 0     | 80 a 84 | 4     |
| 12    | 75 a 79 | 36    |
| 36    | 70 a 74 | 28    |
| 36    | 65 a 69 | 52    |
| 28    | 60 a 64 | 24    |
| 12    | 55 a 59 | 20    |
| 28    | 50 a 54 | 32    |
| 48    | 45 a 49 | 8     |
| 32    | 40 a 44 | 44    |
| 60    | 35 a 39 | 40    |
| 64    | 30 a 34 | 60    |
| 28    | 25 a 29 | 48    |
| 16    | 20 a 24 | 24    |
| 28    | 15 a 19 | 44    |
| 40    | 10 a 14 | 40    |
| 52    | 5 a 9   | 52    |
| 48    | 0 a 4   | 68    |

## Economia
El 2007 la població en edat de treballar era de 747 persones, 527 eren actives i 220 eren inactives. De les 527 persones actives 465 estaven ocupades (268 homes i 197 dones) i 62 estaven aturades (29 homes i 33 dones). De les 220 persones inactives 66 estaven jubilades, 61 estaven estudiant i 93 estaven classificades com a «altres inactius».

### Ingressos
El 2009 a Pouru-Saint-Remy hi havia 469 unitats fiscals que integraven 1.237,5 persones, la mediana anual d'ingressos fiscals per persona era de 14.992 €.

### Activitats econòmiques
Dels 25 establiments que hi havia el 2007, 1 era d'una empresa alimentària, 1 d'una empresa de fabricació d'altres productes industrials, 1 d'una empresa de construcció, 5 d'empreses de comerç i reparació d'automòbils, 4 d'empreses de transport, 2 d'empreses d'hostatgeria i restauració, 2 d'empreses de serveis, 6 d'entitats de l'administració pública i 3 d'empreses classificades com a «altres activitats de serveis».
Dels 5 establiments de servei als particulars que hi havia el 2009, 1 era una oficina de correu, 1 taller de reparació d'automòbils i de material agrícola, 1 lampisteria, 1 perruqueria i 1 restaurant.
Dels 2 establiments comercials que hi havia el 2009, 1 era una botiga de menys de 120 m² i 1 una fleca.
L'any 2000 a Pouru-Saint-Remy hi havia 9 explotacions agrícoles que ocupaven un total de 384 hectàrees.

## Equipaments sanitaris i escolars
El 2009 hi havia 1 farmàcia i 1 ambulància.
El 2009 hi havia 1 escola maternal i 1 escola elemental.

## Poblacions més properes
El següent diagrama mostra les poblacions més properes.